# Michael Imperioli
James Michael Imperioli (Mount Vernon, 26 de março de 1966) é um ator norte-americano mais conhecido por seu papel como Christopher Moltisanti na série The Sopranos. Imperioli foi indicado a dois Prêmios Globo de Ouro e a cinco Prémios Emmy do Primetime por este papel; ele ganhou um Emmy pela quinta temporada da série em 2004.